# Beylik

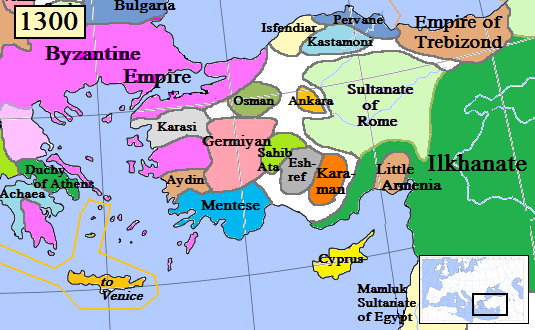
Einige Beyliks in Anatolien um 1300

Der Begriff Beylik (türkisch Beylik (sing.), Beylikler (pl.); osmanisch بكلك Beğlik (sing.), بكلكلر Beğlikler (pl.)) bezeichnet die türkischen Fürstentümer, die sich ab dem 11. Jahrhundert in Anatolien an der Grenze zum Byzantinischen Reich gebildet hatten. Die Beyliks wurden patrimonial verwaltet, was bedeutete, dass sämtlicher Grund und Boden im Besitz des Beys war und die Herrschaft über die väterliche Linie weiter vererbt wurde. Daher trugen die Beyliks den Namen des Dynastiegründers.
Die Phase der Beyliks erstreckt sich von 1071 bis zum Anfang des 16. Jahrhunderts, als ganz Kleinasien Teil des Osmanischen Reiches wurde. Nach dem Sieg der Rum-Seldschuken über die Byzantiner in der Schlacht von Manzikert und der damit einhergehenden Landnahme in Anatolien wurden sie v. a. als Pufferstaaten zu den benachbarten Byzantinern und Kilikiern eingerichtet. Nachdem das rum-seldschukische Herrscherhaus 1235 die Oberhand der mongolischen Ilchane anerkannt hatte und 1243 in der Schlacht vom Köse Dağ gegen die Ilchane unterlegen war, wanderten türkische Stämme zunehmend nach Zentral- und Westanatolien und gründeten eigene Fürstentümer. In ihrem zunehmenden Widerstand gegen die mongolische Besetzung Anatoliens lag auch die Keimzelle des Osmanischen Reiches. Ab 1261 war Anatolien in zwei Machtgebiete unterteilt (siehe Abbildung): Im östlichen Teil herrschten die mongolischen Ilchane und die von ihnen abhängigen türkischen Rum-Seldschuken, im westlichen die autonomen türkischen Fürstentümer. Alle im 13. Jahrhundert gegründeten Fürstentümer mussten vom seldschukischen Sultan als Bey/Emir ernannt werden. Den Titel Sultan anzunehmen, würde eine Rebellion gegen das seldschukische Sultanat bedeuten. Die Fürstentümer kann man einteilen in solche, die an der Westgrenze des seldschukischen Reichs entstanden sind (u. a. die Fürstentümer der Eşrefoğulları, der Hamidoğulları, der Sâhipataoğulları, der Germiyanoğulları, der Çobanoğulları, der Karamanoğulları), und solche, die durch Eroberung von byzantinischem Territorium entstanden sind (z. B. Menteşe, Aydınoğulları, Saruchaniden, Karesi, Osman). Eine weitere Gruppe entstand im Grenzgebiet zum Herrschaftsgebiet der Mamluken (z. B. Ramazanoğulları, Dulkadiroğulları).
Zunächst stand die Gegend zwischen der Ankara-Aksaray-Linie bis nach Erzurum bis zum Jahr 1336 unter der Verwaltung des Ilhani-Generalgouverneurs. Nach der Schwächung der Dynastie durch interne Machtkämpfe erhielten die Beyliks in Anatolien ihre vollständige Unabhängigkeit. Dazu kamen noch neu gegründete Beyliks auf den ehemaligen Besitzungen der Ilhan-Generalgouverneurs.
Die Osmanen waren eines dieser Fürstentümer, die in der Gegend von Eskişehir und Bursa gegründet wurden. Das Fürstentum unter der Herrschaft der Osmanischen Dynastie konnte durch strategische Vermählungen und erfolgreiche Feldzüge die anderen Fürstentümer erobern. So wurde im Westen von Kleinasien die politische Einheit hergestellt.
Während der Herrschaft der Beyliks machte die türkische Sprache und Kultur in Anatolien eine schnelle Entwicklung durch. In dieser Zeit kam die türkische Sprache in Wissenschaft und Literatur zur Anwendung. Sie setzte sich als offizielle Sprache in den Fürstentümern durch. In den Beyliks entstanden neue Hochschulen und die Medizin verzeichnete Fortschritte.
Gülşehri, Nasīmī († 1404), Ahmedi (1325–1412) und Ahmed-i Dāʻī sind bekannte türkischsprachigen Poeten dieser Zeit.
Sufi-Orden hatten teilweise beträchtlichen Einfluss. Wichtige Sufi-Mystiker die zu dieser Zeit in Anatolien wirkten waren z. B. Yunus Emre und Hadschi Bektasch.

## Liste der Fürstentümer

### Nach der Schlacht bei Manzikert
In der Schlacht bei Manzikert (nördlich des Vansees gelegen) unterlag der byzantinische Kaiser Romanos IV. Diogenes am 26. August 1071 den türkischen Seldschuken unter Alp Arslan. Diese Schlacht spielte eine entscheidende Rolle für den zeitweiligen Zusammenbruch der byzantinischen Widerstandsfähigkeit und leitete mit der Einwanderung zahlreicher Oghusen/Türkmenen die türkische Ansiedlung in Anatolien ein.
| Name                   | Hauptstadt | Dauer      |
| ---------------------- | ---------- | ---------- |
| İzmir Çaka Beyliği     | İzmir      | 1081–1098  |
| Dilmaçoğulları Beyliği | Bitlis     | 1085–1192  |
| Danischmenden          |            | 1092–1178  |
| Saltukiden             | Erzurum    | 1092–1202  |
| Ahlatschahs            | Ahlat      | 1100–1207  |
| Ortoqiden              |            | 1102–1408  |
| İnaloğulları Beyliği   | Diyarbakir | 1098–1183  |
| Mengücek               | Erzincan   | 1072–1277  |
| Çubukoğulları Beyliği  | Çemişgezek | 1085–1092? |

### Nach der Schlacht vom Köse Dağ

Die wichtigsten Beyliks in Anatolien um 1330

Die Schlacht vom Köse Dağ fand zwischen dem 26. Juni und dem 3. Juli 1243 in Anatolien zwischen den Mongolen und dem seldschukischen Sultanat von Rum statt und endete mit einem klaren Sieg für die Mongolen unter ihrem Führer Baiju. Die unmittelbare Folge war der Niedergang des Sultanats von Rum und die Herrschaft der Mongolen über den größten Teil Anatoliens.
| Name                                  | Hauptstadt                        | Dauer                                              |
| ------------------------------------- | --------------------------------- | -------------------------------------------------- |
| Çobanoğulları Beyliği                 | Kastamonu                         | 1227–1309                                          |
| Karamanoğulları Beyliği               | Karaman                           | 1256–1483                                          |
| İnançoğulları Beyliği (Ladik Beyliği) | Denizli                           | 1261–1368                                          |
| Sâhipataoğulları Beyliği              | Afyonkarahisar                    | 1275–1342                                          |
| Pervâneoğulları Beyliği               | Sinop                             | 1277–1322                                          |
| Mentesche                             | Milas                             | 1280–1424                                          |
| Osmanoğulları Beyliği                 | Bilecik-Yarhisar-Yenişehir-İnegöl | ab 1288 (fließender Übergang ins Osmanische Reich) |
| Candaroğulları Beyliği                | Kastamonu                         | 1299–1462                                          |
| Karesioğulları Beyliği                | Balıkesir                         | 1297–1360                                          |
| Germiyanoğulları Beyliği              | Kütahya                           | 1300–1423                                          |
| Hamidoğulları Beyliği                 | Eğirdir                           | 1301–1423                                          |
| Saruhanoğulları Beyliği               | Manisa                            | 1302–1410                                          |
| Taceddinoğulları Beyliği              | Niksar                            | 1303–1415                                          |
| Aydınoğulları Beyliği                 | Birgi                             | 1308–1426                                          |
| Tekeoğulları Beyliği                  | Antalya                           | 1321–1390                                          |
| Eretna                                | Sivas, Kayseri                    | 1335–1381                                          |
| Dulkadiroğulları Beyliği              | Elbistan                          | 1339–1521                                          |
| Ramazanoğulları Beyliği               | Adana                             | 1325–1608                                          |
| Kadi Burhan al-Din                    | Kayseri                           | 1381–1398                                          |
| Eşrefoğulları Beyliği                 | Beyşehir                          | Mitte 13. Jh. – 1326                               |

## Belege
1. ↑  Halil İnalcık: Devlet-i ʿAliyye. Osmanlı İmparatorluğu üzerine araştırmalar. Band 1: Klasik dönem (1302–1606). 30. baskı. Türkiye İş Bankası Kültür Yayınları, İstanbul 2009, ISBN 978-9944-88-645-1, S. 5.
2. 1 2  Halil İnalcık: Devlet-i ʿAliyye. Osmanlı İmparatorluğu üzerine araştırmalar. Band 1: Klasik dönem (1302–1606). 30. baskı. Türkiye İş Bankası Kültür Yayınları, İstanbul 2009, ISBN 978-9944-88-645-1, S. 7.
3. ↑  Halil İnalcık: Devlet-i ʿAliyye. Osmanlı İmparatorluğu üzerine araştırmalar. Band 1: Klasik dönem (1302–1606). 30. baskı. Türkiye İş Bankası Kültür Yayınları, İstanbul 2009, ISBN 978-9944-88-645-1, S. 11
4. ↑  die Hauptstadt ist unbekannt, Originaldokumente von 1324 beweisen aber, dass bereits Osman einen Palast gehabt haben muss. Halil İnalcık: Devlet-i ʿAliyye. Osmanlı İmparatorluğu üzerine araştırmalar. Band 1: Klasik dönem (1302–1606). 30. baskı. Türkiye İş Bankası Kültür Yayınları, İstanbul 2009, ISBN 978-9944-88-645-1, S. 13, 339